# 國本之爭
國本之爭，又稱爭國本。是明神宗冊立太子的爭議，由於中國古代有“太子者，國之根本”之說，所以被稱為國本之爭。
當時有兩派分別擁護皇長子朱常洛（宮女王氏所生）與福王朱常洵（鄭貴妃所生）爭奪太子之位。朝廷大臣按照明朝冊立長子為太子的原則，大多擁戴皇長子朱常洛，向明神宗建議立長子為太子，明神宗的長子朱常洛，原為神宗偶然寵幸宮女王氏所生的。
明神宗不寵愛朱常洛的母親，所以不想立常洛為儲君，有意立得寵的鄭貴妃之子朱常洵為太子，卻受到大臣與慈聖皇太后極力反對。由於明神宗遲遲不立太子，令群臣憂心如焚。朝中上下也因此分成兩個派別，明神宗與群臣爭論達15年之久，神宗被群臣所迫，不能立常洵為儲，因而以幾十年不上朝的方式向朝臣們抗議，是為萬曆怠政。
1601年，朱常洛被封為太子，而朱常洵被封為福王，封國為洛陽。但是福王不到洛陽去，遲遲逗留於北京。直到明末三大案之一的梃擊案發生，輿論對鄭貴妃非常不利後，福王才被迫離京就藩，太子朱常洛的地位也因而穩固。

## 起因
王氏原為慈寧宮宮女，在張居正主政的萬曆九年（1581年）的某一天，明神宗往慈寧宮向慈聖李太后請安。當時李太后不在，王氏端水讓他洗手，他一時興起，就「臨幸」了王氏，王氏受孕後，太后召問皇帝，皇帝起先不承認是他的作為，太后命人取宦官所記的《內起居註》查看，至此皇帝方勉強承認，後封王氏為恭妃。當時宮中稱宮女為“都人”，明神宗因此稱朱常洛為「都人子」，不喜歡他，由於李太后出身也是「都人」，太后大怒，罵神宗：「爾亦都人子！」神宗惶恐，跪在地上叩首請罪，不敢起立。
明神宗嬪妃眾多，其中最寵愛鄭氏，萬曆十年（1582年）封為淑妃，次年進為德妃。到萬曆十四年（1586年），鄭氏生子，即朱常洵。明神宗大喜，有意進封為皇貴妃，這對恭妃冷落的態度有鮮明的對比。很快，有流言說明神宗與鄭貴妃曾到高玄殿禱神盟誓，相約立朱常洵為太子，並且將密誓御書封緘在玉匣內，由鄭貴妃保管。

## 过程

### 朝臣擁護朱常洛
明朝大臣受到流言影響，紛紛建議盡早冊立皇長子朱常洛為太子，以破除流言。萬曆十四年（1586年）鄭氏生子同年，首輔申時行上疏，列舉明英宗兩歲、明孝宗六歲被立皇太子為例，要求冊立皇長子朱常洛為太子，明神宗以長子幼弱為由，等兩三年後再舉行。這加深群臣的不安，户科给事中姜应麟、吏部員外郎沈璟等人紛紛殊請冊立東宮。其中姜应麟措詞激烈，讓明神宗激怒，將奏摺扔在地上，對身邊宦官說“冊封貴妃，初非為東宮起見，科臣奈何訕朕！”遂降旨：“貴妃敬奉勤勞，特加殊封。立儲自有長幼，姜應麟疑君賣直，可降極邊雜職。”於是貶姜应麟為大同廣昌典史。吏部員外郎沈璟、刑部主事孫如法相繼上言，都被處罰。但自明神宗處罰姜应麟的諭旨也指出立太子「立儲自有長幼」，會依長幼順序冊立。
此後大臣仍然要求冊立皇長子朱常洛為太子，並於萬曆十八年（1590年）集體要求冊立，並且杜門請辭，向明神宗施加壓力。明神宗只好推至明年、或皇子十五歲時，之後又推說延至萬曆二十年春舉行。到次年八月工部張有德提議需要動工準備，然而被明神宗以不准奏擾為由罰祿三月。首輔申時行與大臣等人上疏反對，明神宗大怒，然而申時行又暗中表明辯白。此事曝光後申時行名譽掃地，被彈劾後只得辭職返家。眾大臣或被罷黜，或被廷杖。

### 三王並封之禮
萬曆二十一年（1593年）年正月，明神宗加快了改立進程，下手詔給大學士王錫爵，要將皇長子朱常洛、皇三子朱常洵和皇五子朱常浩一併封王，以後再擇其中善者為太子。王錫爵既怕得罪皇帝，又怕被朝臣攻訐，於是上疏請由長子拜皇后為母，如此長子就是嫡子。然而神宗只以「三王並封諭」告示朝臣，沒有提出「長子以皇后為母」的說法，繼續準備行三王並封之禮。頓時，朝中大嘩，因為王錫爵這麼一說，等於明指朱常洛還需要經過參選，才有機會成為太子，但朱常洛本來就應該是太子。此種作法，質疑了朱常洛做太子的合法性，因此大臣們紛紛指責王錫爵諛帝邀寵，王錫爵無奈，自劾請辭，而神宗也迫於眾議收回了前命。

### 立常洛為太子
明萬曆廿六年（1598年）發生「第一次妖書案」，有人散發傳單，指責鄭貴妃意圖換儲，皇帝大怒，大量貶謫官吏。此立储事，前后纷争凡十五年之久，在慈聖皇太后的干预，首輔沈一貫的勸進下，明神宗終於在萬曆二十九年（1601年）讓步，立虚龄已二十的皇長子朱常洛為太子，朱常洵為福王、朱常浩为瑞王、朱常润为惠王、朱常瀛为桂王。朱常洛出閣讀書時，正值寒冬，太監不給太子生火取暖。朱常洛凍得渾身發抖，講官郭正域怒斥太監，太監們才給他生火。卅一年（1603年）發生「第二次妖書案」，又有人散發傳單指責鄭貴妃，浙黨首輔沈一貫乘機大力鬥爭東林黨人，郭正域差點被殺。此后，福王又不赴封国洛邑，长期逗留京师，窺探儲位，于是大臣们又纷纷开始上书要求其按祖制离京赴藩居住，这其中以大学士叶向高、礼部右侍郎孙慎行最为强勢。萬曆四十三年（1615年），梃擊案發生之後，全國士庶都認為鄭貴妃要刺殺太子，擁立福王朱常洵，在朝臣的压力下，神宗終於命常洵到洛邑就藩。

## 影响
国本之争是明朝后期万历年间的大事，诸多大臣都涉及到此事件中，許多人还被惩罚，明末三大案的爆發，引起的東林黨爭也在这期间开始。此事也使得萬曆帝對政事更加心灰意冷，導致在位最後卅餘年不上朝，只召見群臣一次，史稱「萬曆怠政」。最後，朱常洛没有得到父亲的关怀，也没有受到太子该受的教育，这一切都促使明朝灭亡的党争明显起来。